# Петър Величков
 Тази статия е за българския литературен историк.  За футболиста вижте Петър Величков (футболист).  
Петър Величков Петров е български литературен историк, журналист и поет. Известен е с книгите си за писателката Яна Язова.

## Биография
Петър Величков е роден на 27 август 1954 г. в село Поповица, Асеновградско. Дядо му, Петър Гайдаджиев, е виден деец на БЗНС в Пловдивско, убит като кмет на село Ахматово през 1923 г. Завършва машинно инженерство във Висшия машинно-електротехнически институт в София, а след това и журналистика във Великотърновския университет „Кирил и Методий“.
Работи от 1980 г. като журналист във вестниците „АБВ“, „Подкрепа“, „Експрес“, „Монитор“ и „24 часа“. Редактор е на списание „Библиотека“ (1998 - март 2024), издание на Национална библиотека „Св. св. Кирил и Методий“. Записва спомените на ред.-стопанина на Библиотека „Златни зърна“ (1936 – 1947) Славчо Атанасов, които излизат и в книга – „Под светлината на словото живях“ (1996). Интервюира писатели като Исабел Алиенде, Роберто Савиано, Ипек Чалъшлар, Уенди Гера, Лидия Димковска и др.
Автор е на бестселъри от типа „Стара слава“ – „Страсти и скандали в царска България“ (1. изд. 2000, 2. изд. 2004, 3. изд. 2009, 4. изд. 2021), „Софийските потайности“ (2004, 2019, 2021), на изследванията „Българинът: голата истина“ (2005), „Великденски и пролетни картички от Третото българско царство“ (2008), „Прототипи и герои“ (2013) и „Какво хапнаха и пийнаха великите българи“ (1. изд. 2013, 2. изд. 2024), на книгата „Яна Язова: проклятието на дарбата“ (2007, 2020, 2025), на стихосбирките „Сам си стигам“ (2002) и „Неразличим“ (2004).
Съставител е на два албума с екслибриси – „Ексмузициси на български композитори“ (с предговор от Аксиния Джурова, 1983) и „Сто български екслибриса“ (1985).
В периода 1987 – 1989 г. излизат подготвените от него за печат по оцелели чернови романи на Яна Язова „Левски“, „Бенковски“ и „Шипка“, които съставят трилогията „Балкани“. По-късно разчита и урежда издаването на останалите ѝ неизлезли приживе творби – „Поезия“, „Александър Македонски“, „Силян Щърка“, „Златни искри на скръбта“, „Соления залив“ (част първа – „Голямо и Малко“, част втора – „Война“), „Как Мами учи децата си“, „Таралеж се жени“; „Мойра“ – кореспонденцията на Яна Язова и Александър Балабанов (съвместно с Цвета Трифонова). Подготвя за издаване и публикуваните ѝ приживе творби – романите „Ана Дюлгерова“, „Капитан“, драмата „Последният езичник“.
Редактира над 200 книги на български класици и съвременни автори. Бил е редактор-съставител на библиотека „Новолуние“ и на възстановената библиотека „Златни зърна“ от издателство „Хемус“. Възстановява през 2007 – 2009 г. оригиналните текстове на четирилогията „Асеновци“ („Солунският чудотворец“, „Дъщерята на Калояна“, „Йоан Асен ІІ“, „Последният Асеновец“) от Фани Попова-Мутафова. Съставя с Румяна Пашалийска антологията за деца „1943“, в която влизат творби на известни български писатели от 1943 г., останали неиздадени 75 години. Разчита и подготвя за печат спомените на Дора Конова „Лора, Яворов и аз“, които излизат в пълнота 48 години след смъртта ѝ (1. и 2. изд. 2019, 3. изд. 2024). Спасява и разчита смятаните за изгубени любовни писма на поета Трифон Кунев до украинката Маша Крилова с книгата си "Непознатият поет Трифон Кунев" (2023).
Председател е на журито на Националния литературен конкурс за разказ и стихотворение от млади автори „Яна Язова“, който се организира всяка година от Народно читалище „Постоянство“ и Община Лом.
Доктор по книгознание, защитил дисертационен труд „Български библиофилски издания (1901 – 1947): Комуникационна синергия между артефакт и рецепция“ в Софийския университет „Св. Климент Охридски“ (2020).
През 2013 г. е даден под съд от синовете на Николай Хайтов във връзка с разследването му за изчезналите ръкописи от дома на починалата при съмнителни обстоятелства Яна Язова, посочването на баща им като неправомерно взел архива ѝ, открадването на ръкописи от него и опит за присвояване на авторството на нейния роман „Левски“. Гражданското дело № 11652/2013 г. е прекратено в полза на Петър Величков, а Хайтови са осъдени да му заплатят разноските.

## Награди
- Специална награда „Рицар на книгата“ за 30-годишната си рекламна дейност на книгата (2010)[7]
- Годишна награда за изкуство и култура от Поименен фонд „Хернани Цибрански“ – Лом за принос в изследването на литературното творчество на Яна Язова (2012)
- Наградата „Христо Данов“ в раздел „Издание за деца“ за съставителството на тома „Таралеж се жени“ от Яна Язова (2013)
- Голямата награда „Златен лъв“ '2018 за оригинален съставителски проект (съвместно с Румяна Пашалийска) с принос към историята на българската литература за антологията за деца „1943“
- Почетен знак на Кмета на Община Лом за изследването на творческото дело и живота на Яна Язова, 17 септември 2019 г.
- Грамота на Асоциация „Българска книга“ за спомените на Дора Конова „Лора, Яворов и аз“ (издателство „Библиотека България“) – с формулировка: „за оригинален дизайнерски проект и за въвеждане в съвременна употреба на непубликуван в неговата цялост архивен материал“, 14 декември 2019 г.